# Bioisóstero
En química medicinal, los bioisósteros son sustituyentes químicos o grupos con propiedades físicas y químicas similares que producen efectos biológicos similares a otro compuesto químico. En el diseño de fármacos, el propósito de intercambiar un bioisóstero por otro es adecuar las propiedades biológicas o físicas deseadas en un compuesto sin realizar cambios significativos en la estructura química. El principal uso de este término y sus técnicas están relacionadas con las ciencias farmacéuticas. Los bioisósteros son usados para reducir la toxicidad, cambiar la biodisponibilidad o modificar la actividad del compuesto principal así como alterar el metabolismo de este. 

## Ejemplos

### Bioisósteros clásicos

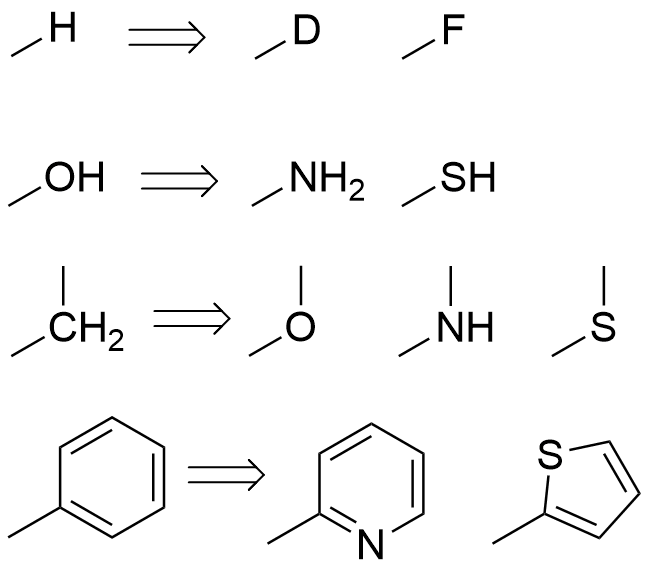
Bioisósteros comunes

El bioisosterismo clásico fue formulado originalmente por James Moir y refinado por Irving Langmuir como una respuesta a la observación de que diferentes átomos con la misma estructura de electrones de valencia tenían propiedades biológicas similares.
Un ejemplo de esto es el reemplazo de un átomo de hidrógeno por un átomo de flúor en un sitio de oxidación metabólica en un fármaco candidato, que previene que se lleve a cabo dicho metabolismo. Debido a que el átomo de flúor es similar en tamaño al de hidrógeno, la topología general de la molécula no se ve afectada significativamente, dejando intacta la actividad biológica deseada. Sin embargo, al bloquear una vía metabólica, el fármaco candidato puede tener un tiempo de vida media mayor.
- La procainamida es una amida con una duración de efecto mayor que la procaína (un éster), debido al reemplazo isostérico del oxígeno del éster con un átomo de nitrógeno.[3] La procainamida es un bioisóstero clásico debido a que la estructura electrónica de valencia de un átomo de oxígeno disustituido es la misma que la de un átomo de nitrógeno trisustituido.

Otro ejemplo son los bioisósteros de la chalcona. Al modificar ciertos sustituyentes, la actividad farmacológica de la chalcona y su toxicidad se modifican.

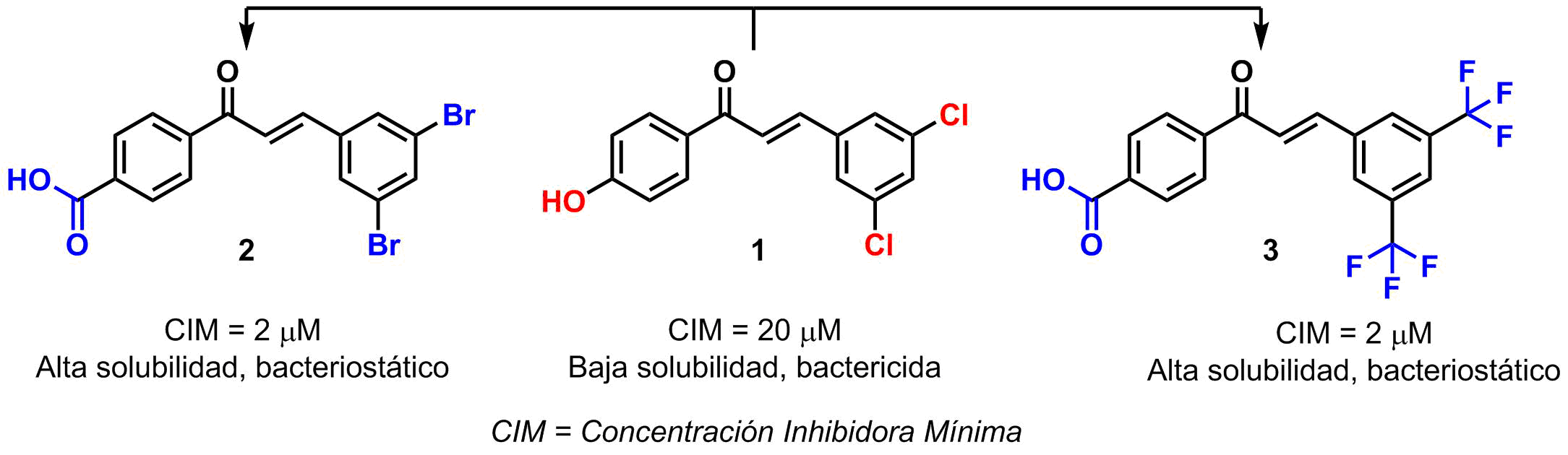
Bioisosterismo en chalconas

### Bioisósteros no clásicos

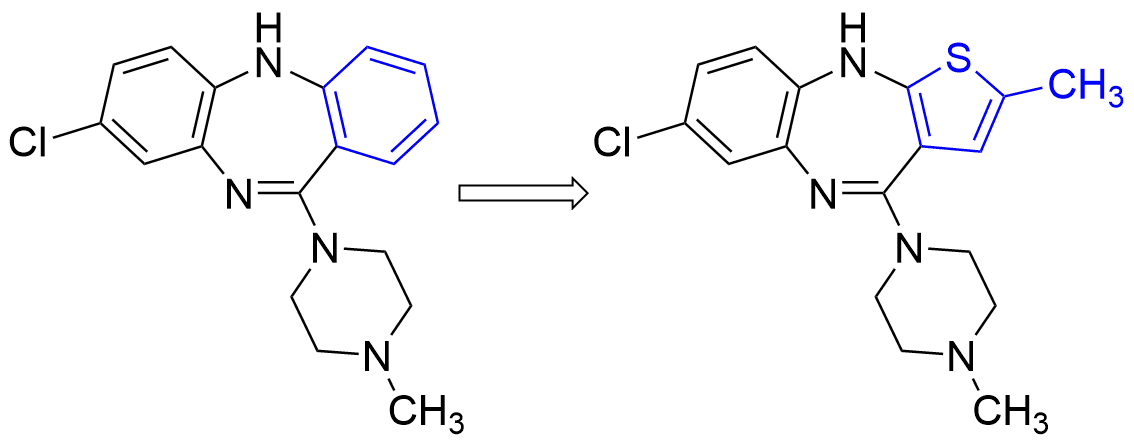
Reemplazo de fenilmetiltiofenos

Los bioisósteros no clásicos pueden diferir en una variedad de formas de los bioisósteros clásicos, pero mantienen la característica de proveer perfiles estéricos y electrónicos similares al grupo funcional original. Mientras que los bioisósteros clásicos conservan normalmente la mayor parte de las propiedades estructurales, los bioisósteros no clásicos son mucho más dependientes de las necesidades específicas de unión del ligando en cuestión y pueden sustituir un grupo funcional lineal por un por un grupo cíclico, un grupo alquilo por un grupo con heteroátomos u otros cambios que van más allá de un simple intercambio atómico.
Un ejemplo es el reemplazo de un grupo cloruro (-Cl) por un grupo trifluorometilo (-CF3) o por un grupo nitrilo (-C≡N), pero dependiendo de la molécula en particular, la sustitución puede resultar en un pequeño cambio en la actividad o incluso aumentar o disminuir la afinidad o la eficacia dependiendo de qué factores son importantes para la unión con la proteína diana. Otro ejemplo son los anillos aromáticos: un grupo fenilo (-C6H5) puede ser reemplazado normalmente por un anillo aromático diferente como el tiofeno o naftaleno, lo que puede mejorar la eficacia, cambiar la especificidad de la unión o reducir los sitios metabólicamente lábiles de la molécula, resultando en mejores propiedades farmacocinéticas.
- La Alloxantina (u oxipurinol) es un inhibidor de la xantina oxidasa. También es un isóstero de la Xantina, el sustrato normal de dicha enzima.[5] La alloxantina es considerada un bioisóstero no clásico debido al cambio de andamiaje.

El Silafluofen es un isóstero de los insecticidas piretoides.

- El silafluofen es un análogo organosiliciado del insecticida piretroide Etofenprox, en el que un centro de carbono ha sido reemplazado con un silicio isostérico y, además, un átomo de hidrógeno ha sido reemplazado por un átomo de flúor.[6]

## Otras aplicaciones
Los bioisósteros de algunos compuestos patentados pueden ser descubiertos automáticamente y usados para evadir la Estructura de Markush de las patentes. Se ha propuesto que, en su lugar, se patenten las características del campo de fuerza clave, que es el farmacóforo.